# 幸田商店
株式会社幸田商店（こうたしょうてん、英: KOUTA SHOUTEN co.,ltd.）は、茨城県ひたちなか市に本社を置く食品メーカー。干しいも、きな粉など農産乾物品の製造販売を行う。

## 主な製品
- 干しいも
地元農家や商工会議所と共同で「ほしいも学校プロジェクト」を実施。商品開発や農業活性化の取り組みが評価され、2009年度（平成21年度）には茨城県主催の「いばらき産業大賞」を受賞した[1][2]。2010年には、コみケッとSP in 水戸とのタイアップ商品「☆ほしいも泉ちゃん」（パッケージイラスト:藤枝雅）が販売され、話題を集めた[3][4]。
- きな粉
直火焙煎による香り高いきな粉を製造する他、そのきな粉を活用した機能性きな粉として黒ごまアーモンドきな粉、くるみ黒糖きな粉、ミックスナッツきな粉青汁きな粉等を展開している。
- 片栗粉
北海道産の馬鈴薯を100%使用した澱粉を自社内にてパック流通している。
- 麦茶
茨城産の大麦を使用して加工された麦茶を製造している。特に茨城産カシマ麦は麦茶に最敵の品種と言われ、茨城産六条麦茶として好評を博している。
- 漬物関連
漬物を家庭でする際の商品群を幅広く品揃え、煎りぬかはむかしながらの釜煎りで丹念に煎り上げた商品を使用。
- コーンスターチ、だんご粉、白玉粉、上新粉、重曹など

## 沿革
- 1948年 - 鬼澤清（前会長）が幸田肥料店として平磯町1113番地にて創業。
- 1958年 - 肥料販売により農家への信頼を得て「ほしいも」の集荷、販売を開始。
- 1965年 - 米、麦の政府指定集荷業免許を所得。十三奉行に米麦保管1号倉庫を建設。
- 1966年 - 十三奉行工場（現米麦倉庫、麦茶焙煎工場）を建設。ほしいも冷凍倉庫を併設。
- 1967年 - 十三奉行工場内に米麦保管2号倉庫を増設。
- 1968年 - 片栗粉工場を建設。片栗粉の販売を開始。
- 1969年 - 米ぬかの販売を開始。
- 1970年 - 麦茶の製造販売を開始。
- 1974年 - 株式会社　幸田商店を創立。
- 1980年 - 鬼澤清（前会長）が「ほしいも中央共同組合」会長に就任。
- 1982年 - 遠原工場（メイン工場）を建設。ほしいも冷凍倉庫を併設。
- 1988年 - 遠原工場に事務所を併設、本社を移転。
- 1994年 - 鬼澤宏幸（現社長）が幸田商店へ入社。
- 1997年 - ほしいもパックセンターを建設。
- 1999年 - 鬼澤宏幸社長就任。中国産ほしいもの販売を開始。
- 2000年 - 粉関連パックセンターを建設。ほしいも冷凍倉庫を増設。年商10億円を突破。
- 2003年 - 中国、青島（チンタオ）にほしいも加工工場を建設。
- 2004年 - 新社屋・物流センター・豆焙煎工場を建設。年商15億円を突破。
- 2010年 - 年商20億円を突破。
- 2011年 - 中国産ほしいも製造工場建設。
- 2014年 - 設立40周年。
- 2018年 - 国産ほしいもパック工場を建設
- 2019年 - 食品安全マネジメント規格　JFS-B規格の適合証明を取得
- 2023年 - 国産ほしいも加工工場を増設